# Orma (peuple)
Pour les articles homonymes, voir Orma.

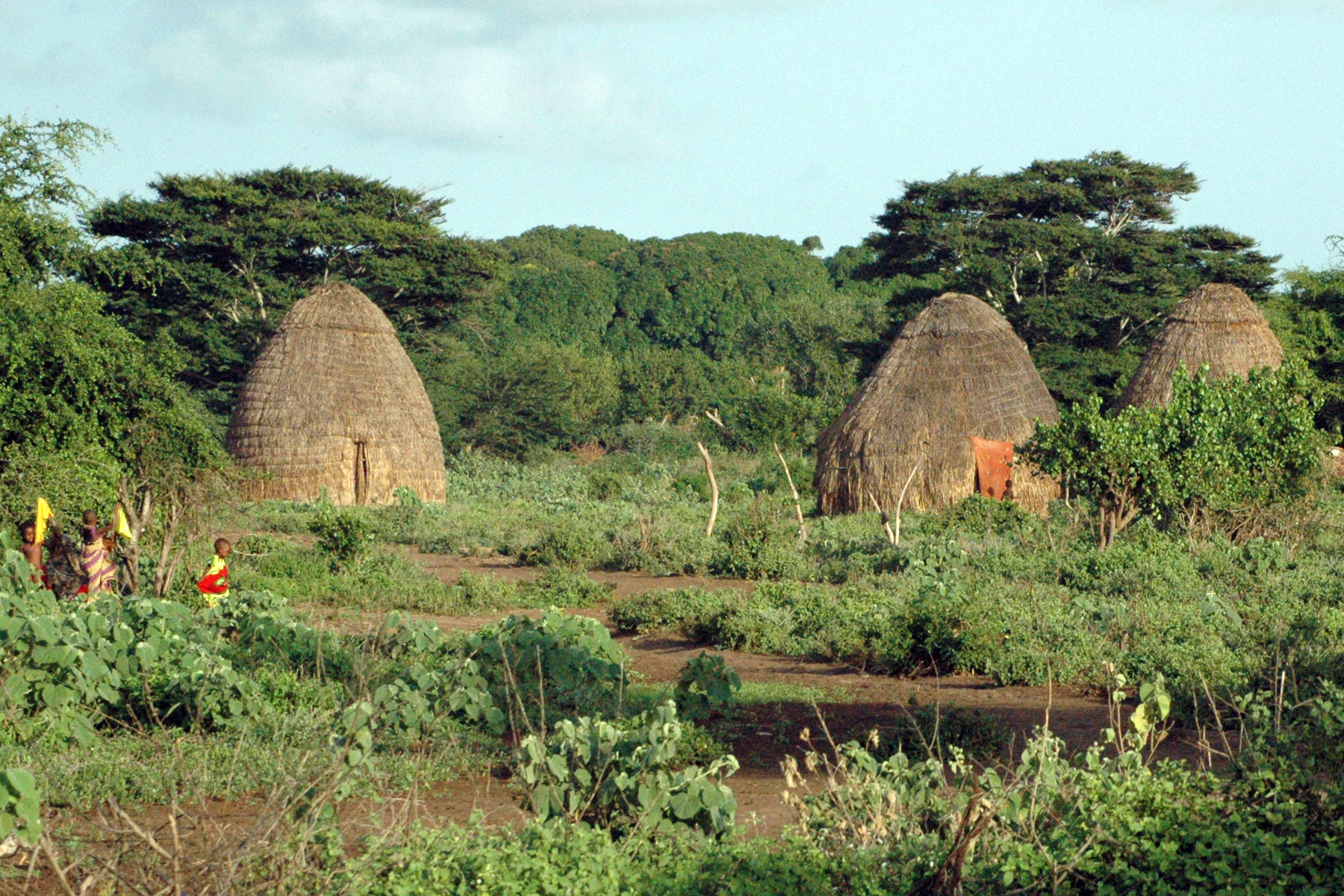
Village orma dans le district de Tana River

Les Orma sont un peuple d'Afrique de l'Est établi à l'est du Kenya. Ce sont des éleveurs nomades, considérés comme l'un des principaux sous-groupes des Oromos. 

## Population
37 720 d'entre eux ont été dénombrés dans la Province nord-orientale et dans la province de la Côte. D'autres communautés vivent au sud-est du pays, sur les deux rives du fleuve Tana. Le recensement de 2009 dénombre 66 275 Orma au Kenya.

## Langues
Leur langue est l'orma, une langue couchitique – ou un dialecte selon Harry Stroomer – du groupe des langues oromo, dont le nombre de locuteurs était estimé à 69 000 en 2006. Le swahili est également utilisé.

## Histoire
Les Orma réduits en esclavage par les Somali étaient désignés sous le nom de « Warday ». Quoique d'origine orma, les Warday ont adopté plusieurs aspects du mode de vie somali, y compris leur langue.
Des affrontements – souvent qualifiés par les médias de « violences tribales » – opposent régulièrement les Orma à leurs voisins à l'Est, les Pokomo.
Dans sa thèse soutenue en 2001, Martin Pilly explore les origines multiples de ce conflit apparu dès le XVIIe siècle entre les cultivateurs pokomo et les éleveurs nomades orma, principalement autour de revendications liées à la propriété terrienne et à l'accès à l'eau dans une région semi-aride menacée par la sécheresse. Les membres de chaque communauté, dans leurs mythologies respectives, se considèrent comme les premiers habitants de la vallée du Tana.
Le 9 novembre 1970, par exemple, du bétail appartenant aux Orma pénètre dans un ''shamba''  des Pokomo au bord du Tana – ce qui déclenche un affrontement de deux jours entre les deux communautés qui se solde par plusieurs blessés de part et d'autre. En 2001 on dénombre une centaine de victimes. En 2012 le Kenya connaît un regain de tensions entre les Pokomo et les Orma. Au mois d'août une cinquantaine de personnes sont massacrées, parfois à la machette. De nouvelles violences éclatent en décembre 2012, faisant une quarantaine de victimes au cours de l'attaque d'un village.